# Siegel Malis
Das Siegel Malis wurde am 20. Oktober 1973 gesetzlich festgeschrieben, war aber bereits seit 1961 in Gebrauch. 1982 wurde die Farbe geändert.
Das Motto des Landes – französisch Un peuple, un but, une foi ‚Ein Volk, ein Ziel, ein Glaube‘ – ist im Artikel 25 der Verfassung vorgeschrieben und findet sich in schwarzen Kapitalien im Halbkreis geschrieben in der unteren Hälfte entlang des Randes des Wappens. Den Kreis schließen die Worte Republique du Mali („Republik Mali“) in der oberen Hälfte.
Das Staatssiegel Malis ist kreisrund mit hellblauem Hintergrund. Im Mittelpunkt des Wappens findet sich eine Abbildung der Großen Moschee von Djenné in weißer Farbe über welcher – ebenfalls in Weiß gehalten – ein Geier (auch als Taube beschrieben) nach links blickend schwebt. Unterhalb der Moschee wird in Gold die aufgehende Sonne angedeutet. Links und rechts davon finden sich je ein weißer Bogen mit Pfeil.